# Seeds of Jealousy (film 1914 Ellery)
Seeds of Jealousy è un cortometraggio muto del 1914 diretto da  Arthur Ellery.

## Produzione
Il film fu prodotto dalla Thanhouser Film Corporation (come Princess).

## Distribuzione
Distribuito dalla Mutual Film, il film - un cortometraggio in una bobina - uscì nelle sale cinematografiche USA il 13 novembre 1914.